# Filet mignon

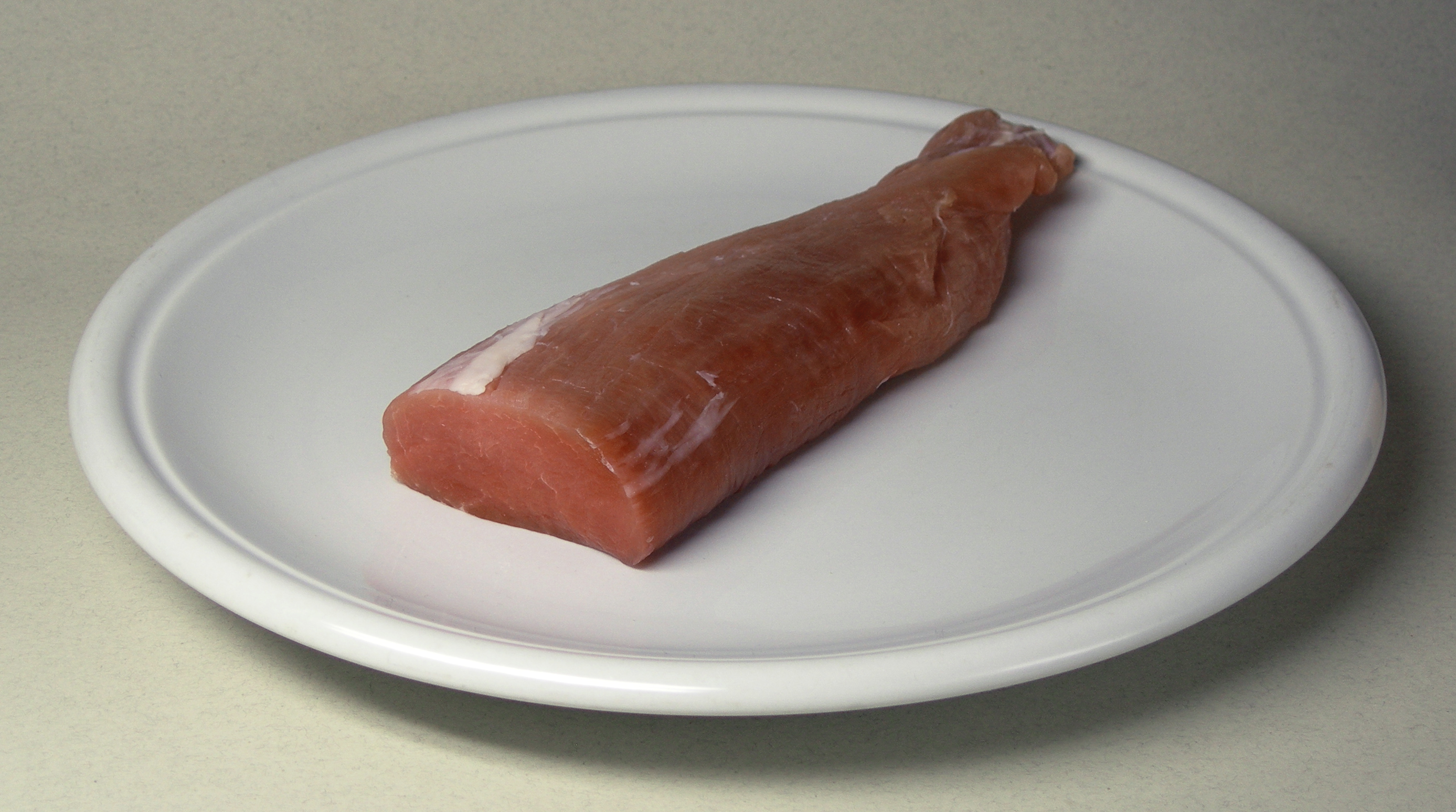
Un filet mignon de cerdo, entero, sin haber sido todavía cocinado o cortado en filetes.

Filete miñón[cita requerida] o filet mignon (en francés, literalmente, 'filete bonito', aunque en el sentido culinario de 'filete tierno') es un término usado para referirse a diferentes cortes de carne provenientes del cerdo, la ternera o el buey. 

## Cortes en el cerdo y en el vacuno
- En la gastronomía francesa el término filet mignon se refiere sobre todo a una parte muy concreta del cerdo. Se obtiene en plena zona del filet,[1] una parte del animal que en español suele llamarse «solomillo de cerdo». En Francia, el término filet mignon puede también usarse para referirse a la parte correspondiente de la ternera o del buey, el extremo del solomillo, pero en Francia ese uso es muy minoritario pues en ese país el uso más habitual de filet mignon se reserva para el cerdo.

- En la gastronomía estadounidense el uso del término filet mignon es sobre todo el que se refiere al extremo del solomillo de vacuno,[2] usualmente un novillo o una vaquilla. Pero esa parte del buey es la que en Francia se llama el filet de bœuf (literalmente 'filete de buey'), y ha de tenerse en cuenta que el término francés filet de bœuf no se refiere a cualquier tipo de filete de buey sino a una parte concreta del vacuno, aquella de la que en Francia se obtienen el rosbif, el tournedos o el chateaubriand.

| Ubicación del filet mignon en el cerdo |  | Ubicación del filet mignon en el vacuno |
| -------------------------------------- |  | --------------------------------------- |
|                                        |  |                                         |

## Otros nombres
El mismo corte también puede ser llamado:
- Alemán: Filetspitze (en el cerdo) y Lendenbraten (en el vacuno)
- Español: lomo y solomillo (en el cerdo)
- Francés: filet mignon (en el cerdo) y filet de bœuf (en el vacuno)
- Holandés: ossenhaas (en el vacuno)
- Inglés (EE. UU.): medallions, tenderloin steak
- Inglés (Reino Unido & Irlanda): fillet steak
- Inglés (Australia): eye fillet
- Italiano: filetto
- Sueco: oxfilé (en el vacuno)